# Behrang Safari
Behrang Safari (født 9. februar 1985 i Teheran, Iran) er en iranskfødt svensk fodboldspiller, der spiller hos Lund SK. Han har tidligere været udlandsprofessionel hos FC Basel og Anderlecht.

## Landshold
Safari har spillet 31 kampe for Sveriges landshold, som han debuterede for den 13. januar 2008 i et opgør mod Costa Rica.